# Ghita Benhadi
Ghita Benhadi (* 15. Februar 1998) ist eine marokkanische Tennisspielerin.

## Karriere
Benhadi spielt bislang vorrangig auf der ITF Women’s World Tennis Tour, wo sie aber noch keinen Titel gewinnen konnte.
Sie war marokkanische Jugendmeisterin 2012 und 2013 und marokkanische Meisterin 2015.
2012 spielte sie erstmals ein Turnier der WTA Tour, wo sie eine Wildcard für die Qualifikation des Grand Prix SAR La Princesse Lalla Meryem erhielt. Sie scheiterte aber bereits in der ersten Runde gegen Karolína Plíšková mit 0:6 und 0:6.
2014 erhielt sie abermals eine Wildcard für die Qualifikation zum Grand Prix SAR La Princesse Lalla Meryem, wo sie in der ersten Runde gegen Maria João Koehler mit 3:6 und 0:6 verlor. Für das Hauptfeld im Damendoppel erhielt sie zusammen mit ihrer Landsfrau Zaineb El Houari ebenfalls eine Wildcard. Die Paarung verlor gegen Katarzyna Piter und Maryna Zanevska mit 3:6 und 0:6.
2015 erhielt sie wiederum eine Wildcard für die Qualifikation zum Grand Prix SAR La Princesse Lalla Meryem, wo sie gegen Marina Melnikowa mit 0:6 und 4:6 verlor.
2016 erhielt sie sowohl für das Hauptfeld im Dameneinzel als auch im Damendoppel zusammen mit ihrer Partnerin Ons Jabeur eine Wildcard. Während sie im Einzel gegen Laura Robson mit 1:6 und 1:6 chancenlos war, verloren Benhadi und Jabeur im Doppel nur knapp in drei Sätzen mit 2:6, 6:2 und [5:10] gegen die niederländische Paarung Richèl Hogenkamp und Lesley Kerkhove.
Ghita Benhadi war 2016 und 2017 Mitglied der marokkanischen Fed-Cup-Mannschaft. Sie hat bei acht Einsätzen eine Bilanz von vier Siegen und vier Niederlagen, davon jeweils zwei im Einzel und im Doppel.

## College Tennis
2016 bis 2020 spielte sie für die Damentennis-Mannschaft der Dragons für die Drexel University.

## Persönliches
Ghita ist die Tochter von Mohamed and Raha Benhadi und die älteste von drei Geschwistern. Sie besuchte das Lycee Paul Valery in Meknes. Neben Tennis war sie während ihres Studiums auch Mitglied des Schwimmteams ihrer Universität.